# Pharoahe Monch
Pharoahe Monch właściwie Troy Donald Jamerson (ur. 31 października 1972 w Nowym Jorku) – amerykański raper i producent muzyczny.

## Dyskografia

### Albumy studyjne
| Album |
| --- |
| Internal Affairs - Wydany: 19 października 1999 - Billboard 200: #41 - Hot R&B/Hip-Hop Songs: #6 - Single: "Simon Says", "Behind Closed Doors", "The Light", "Right Here (Remix)"                                  |
| Desire - Wydany: 26 czerwca 2007 - Sprzedaż w USA: 12,200 (pierwszy tydzień) - Billboard 200: #58 - Hot R&B/Hip-Hop Songs: #13 - Single: "Push", "Let's Go", "Desire", "When The Gun Draws", "Body Baby"           |
| W.A.R. (We Are Renegades) - Wydany: 22 marca 2011 - Sprzedaż w USA: 9,600 (pierwszy tydzień) - Billboard 200: #54 - Hot R&B/Hip-Hop Songs: #14 - Single: "Shine", "Clap (One Day)", "Black Hand Side", "Assassins" |
| P.T.S.D. (Post-Traumatic Stress Disorder) - Wydany: 15 kwietnia 2014 |

### Mixtape'y
- The Awakening (2006)

### Albumy z grupą Organized Konfusion
- Organized Konfusion
  - Data premiery: 29 października 1991
  - Wydawca: Hollywood Basic Records
- Stress: The Extinction Agenda
  - Data premiery: 16 sierpnia 1994
  - Wydawca: Hollywood Basic Records
- The Equinox
  - Data premiery: 16 września 1997
  - Wydawca: Priority Records

### Single
- 1999: "Simon Says"
- 2000: "The Light"
- 2001: "Fuck You"
- 2002: "The Life"
- 2003: "Agent Orange"
- 2007: "Push"
- 2007: "Let's Go"
- 2007: "Body Baby"
- 2010: "Shine"
- 2011: "Clap (One Day)"
- 2011: "Black Hand Side"
- 2011: "Assassins"